# Sauber C12
La Sauber C12 fu la vettura costruita dalla Sauber per debuttare nel campionato mondiale di Formula 1, nella stagione 1993.

## Introduzione
Per il suo debutto in Formula 1, la Sauber affidò la progettazione della monoposto a Leo Ress, con la consulenza dell'esperto Harvey Postlethwaite. Grande rilevanza nello sviluppo della vettura ebbe la Mercedes-Benz, partner della casa svizzera sin dai tempi in cui essa correva nel campionato sportprototipi. La macchina fu denominata C12, proseguendo la nomenclatura dei precedenti modelli realizzati per altre categorie (la C di Christiane, nome della moglie di Peter Sauber, più un numero progressivo). Il motore fu costruito dalla Ilmor e marchiato Sauber: si trattava di un V10 da 3,5 litri di cilindrata, con un angolo tra le bancate di 75°.
Contrariamente ai top team (Williams, McLaren, Benetton, Ferrari), la vettura non montava sospensioni attive.

## Piloti
Karl Wendlinger, che aveva già corso per la Sauber nel mondiale sportprototipi e già da due anni gareggiava in Formula 1 (aveva debuttato al Gran Premio del Giappone 1991 al volante della Leyton House), fu designato prima guida. Al suo fianco fu schierato l'esperto JJ Lehto.

## In competizione
In gara, la vettura dimostrò una certa inaffidabilità: Lehto e Wendlinger collezionarono 9 ritiri ciascuno, per un totale di 18. Di questi, 12 furono da imputare a noie meccaniche (di cui 7 rotture del motore); i restanti 6 furono dovuti ad errori dei piloti.
La C12 fu comunque competitiva nella parte medio-bassa della classifica mondiale: i piazzamenti a punti furono in totale 6, 4 di Wendlinger (per un totale di 7 punti) e 2 di Lehto (5 punti). I 12 punti così raccolti la posizionarono al settimo posto nella classifica costruttori.

## Scheda tecnica
- Carreggiata anteriore: 1690 mm
- Carreggiata posteriore: 1610 mm
- Telaio: monoscocca con fibre di carbonio
- Trazione: posteriore
- Frizione: multidisco
- Cambio: longitudinale Sauber-Xtrac, 6 marce e retromarcia (comando semiautomatico)
- Differenziale: viscoso autobloccante
- Freni: a disco autoventilanti in carbonio
- Motore: Sauber 2175A
  - Num. cilindri e disposizione: 10 a V (75°)
  - Cilindrata: 3 496 cm³
  - Potenza: > 700 CV
  - Distribuzione: pneumatica
  - Valvole: 40
  - Materiale blocco cilindri: alluminio microfuso
  - Olio: Elf Aquitaine
  - Alimentazione: iniezione elettronica digitale
  - Accensione: elettronica statica
- Sospensioni: indipendenti, push-rod
- Pneumatici: Goodyear
- Cerchi: 13"

## Risultati in Formula 1
In grassetto le eventuali pole position.
| Stagione | Squadra | Motore          | Gomme | Piloti          | Gare | Gare | Gare | Gare | Gare | Gare | Gare | Gare | Gare | Gare | Gare | Gare | Gare | Gare | Gare | Gare | Punti | Pos. |
| -------- | ------- | --------------- | ----- | --------------- | ---- | ---- | ---- | ---- | ---- | ---- | ---- | ---- | ---- | ---- | ---- | ---- | ---- | ---- | ---- | ---- | ----- | ---- |
| 1993     | Sauber  | Ilmor 2175A V10 | G     |                 | RSA  | BRA  | EUR  | SMR  | ESP  | MON  | CAN  | FRA  | GBR  | GER  | HUN  | BEL  | ITA  | POR  | JPN  | AUS  | 12    | 7º   |
| 1993     | Sauber  | Ilmor 2175A V10 | G     | Karl Wendlinger | Rit  | Rit  | Rit  | Rit  | Rit  | 13   | 6    | Rit  | Rit  | 9    | 6    | Rit  | 4    | 5    | Rit  | 15   | 12    | 7º   |
| 1993     | Sauber  | Ilmor 2175A V10 | G     | JJ Lehto        | 5    | Rit  | Rit  | 4    | Rit  | Rit  | 7    | Rit  | 8    | Rit  | Rit  | 9    | Rit  | 7    | 8    | Rit  | 12    | 7º   |